# Copa de Campeones de la Concacaf 2024
La Copa de Campeones de la Concacaf 2024 fue la 59.ª edición de la competición de clubes masculinos de fútbol de la Concacaf. Inicialmente esta edición contemplaba un formato expandido de 50 equipos que contaría con una fase de grupos regionalizada, pero finalmente se optó por ampliarla solo a 27 clubes que se clasificaron mediante los campeonatos de liga de sus respectivos países, copas nacionales y 3 copas regionales que se jugaron en el otoño de cada año. Todas las fases del torneo fueron a eliminación directa.
El C. F. Pachuca de México se consagró campeón por sexta vez del torneo al derrotar en la final a Columbus Crew por un marcador de 3-0, por lo que clasificó a la Copa Intercontinental de la FIFA 2024 y a la Copa Mundial de Clubes de la FIFA 2025.

## Formato
Esta nueva edición se jugó en un formato de eliminación directa y se conformó de cinco rondas: primera ronda, octavos de final, cuartos de final, semifinales y final. Las primeras cuatro rondas incluyeron partidos de ida y vuelta, mientras que la final se disputó a partido único en un fin de semana. Del total de 27 clubes, 22 comenzaron a jugar en la primera ronda y 5 recibieron pase directo a los octavos de final.

## Distribución de cupos
|            |                                | Participantes primera ronda                                                                                         | Participantes segunda ronda                                                                                         |
| ---------- | ------------------------------ | --- | --- |
| 27 equipos | Zona Norteamérica (18 equipos) | - 2 clubes de la Leagues Cup de Norteamérica - 3 clubes de Canadá - 5 clubes de Estados Unidos - 5 clubes de México | - Campeón de la Leagues Cup de Norteamérica - Campeón de la MLS de Estados Unidos - Campeón de la Liga MX de México |
| 27 equipos | Zona Centroamérica (6 equipos) | - 5 clubes de la Copa Centroamericana de Concacaf                                                                   | - Campeón de la Copa Centroamericana de Concacaf                                                                    |
| 27 equipos | Zona Caribe (3 equipos)        | - 2 clubes de la Copa Caribeña de Concacaf                                                                          | - Campeón de la Copa Caribeña de Concacaf                                                                           |

## Calendario
El calendario aprobado por Concacaf fue el siguiente:
| Ronda            | Partidos de ida                       | Partidos de vuelta                    |
| ---------------- | ------------------------------------- | ------------------------------------- |
| Primera ronda    | 6–8, 13–15, 20–22, y 27–29 de febrero | 6–8, 13–15, 20–22, y 27–29 de febrero |
| Octavos de final | 5–7 de marzo                          | 12–14 de marzo                        |
| Cuartos de final | 2–3 de abril                          | 9–10 de abril                         |
| Semifinales      | 23–24 de abril                        | 30 de abril–1 de mayo                 |
| Final            | 1 de junio                            | 1 de junio                            |

## Equipos participantes
En negrita los equipos que ingresan directamente a los octavos de final. El resto de equipos ingresan a la fase preliminar.
En cursiva los equipos debutantes.
| País o Región          | Equipo                                                                                     | Vía de clasificación |
| ---------------------- | ------------------------------------------------------------------------------------------ | --- |
| Canadá 3 cupos         | Forge Cavalry Vancouver Whitecaps                                                          | Campeón de la Canadian Premier League 2023 Ganador de la temporada regular de la Canadian Premier League 2023 Campeón del Campeonato Canadiense de Fútbol 2023 |
| Caribe 3 cupos         | Robinhood Cavalier Moca                                                                    | Campeón de la Copa Caribeña de la Concacaf 2023 Subcampeón de la Copa Caribeña de Concacaf 2023 3.er puesto de la Copa Caribeña de Concacaf 2023 |
| Centroamérica 6 cupos  | Alajuelense Real Estelí Herediano Independiente Comunicaciones Saprissa                    | Campeón de la Copa Centroamericana de Concacaf 2023 Subcampeón de la Copa Centroamericana de Concacaf 2023 Semifinalista de la Copa Centroamericana de Concacaf 2023 Ganador del repechaje 1 de la Copa Centroamericana de Concacaf 2023 Ganador del repechaje 2 de la Copa Centroamericana de Concacaf 2023                           |
| Estados Unidos 6 cupos | Columbus Crew Houston Dynamo Cincinnati St. Louis City Orlando City New England Revolution | Campeón de la Major League Soccer 2023 Campeón de la Lamar Hunt U.S. Open Cup 2023 Ganador del MLS Supporters' Shield 2023 Ganador de la conferencia opuesta al ganador del MLS Supporters' Shield 2023 1.er ubicado de la tabla general de la Major League Soccer 2023 2.° ubicado de la tabla general de la Major League Soccer 2023 |
| México 6 cupos         | Pachuca UANL Toluca Guadalajara Monterrey América                                          | Campeón del Torneo Apertura 2022 mejor ubicado en la temporada 2022-23 Campeón del Torneo Clausura 2023 peor ubicado en la temporada 2022-23 Subcampeón del Torneo Apertura 2022 Subcampeón del Torneo Clausura 2023 1.er ubicado de la tabla general de la temporada 2022-23 2.° ubicado de la tabla general de la temporada 2022-23  |
| Norteamérica 3 cupos   | Inter Miami Nashville Philadelphia Union                                                   | Campeón de la Leagues Cup 2023 Subcampeón de la Leagues Cup 2023 3.er puesto de la Leagues Cup 2023 |

### Localidad de los equipos
Distribución geográfica de las sedes de los equipos participantes.

## Sorteo
El sorteo del torneo se llevó a cabo el 13 de diciembre de 2023 a las 19:00 (UTC-5) en Miami, Estados Unidos. Los equipos fueron distribuidos según la clasificación de clubes de Concacaf al 11 de diciembre de 2023. Esta fórmula de clasificación reemplaza al índice de clubes de Concacaf que se utilizó en ediciones anteriores. A ocho equipos (los cinco que recibieron byes y los tres mejores clasificados que ingresaron a la primera ronda) se les asignó directamente posiciones en el cuadro según el desempeño de cada club. Los 19 equipos restantes se dividieron en dos bombos y luego se sortearon aleatoriamente en sus posiciones.
Entrantes a los octavos de final
| Ubicación | Equipo        | Puntos |
| --------- | ------------- | ------ |
| 1         | Pachuca       | 1207   |
| 2         | Columbus Crew | 1203   |
| 3         | Inter Miami   | 1182   |
| 4         | Alajuelense   | 1145   |
| 5         | Robinhood     | 1040   |

Entrantes en la primera ronda
| Ubicación | Equipo      | Puntos |
| --------- | ----------- | ------ |
| 1         | América     | 1254   |
| 2         | Monterrey   | 1243   |
| 3         | Tigres UANL | 1235   |

| Equipo                 | Puntos |
| ---------------------- | ------ |
| Philadelphia Union     | 1214   |
| Toluca                 | 1212   |
| Guadalajara            | 1205   |
| Orlando City           | 1200   |
| Nashville              | 1191   |
| Cincinnati             | 1189   |
| New England Revolution | 1179   |
| Houston Dynamo         | 1178   |

| Equipo              | Puntos |
| ------------------- | ------ |
| Vancouver Whitecaps | 1170   |
| Saprissa            | 1150   |
| St. Louis City      | 1144   |
| Herediano           | 1129   |
| Comunicaciones      | 1122   |
| Independiente       | 1117   |
| Cavalry             | 1115   |
| Forge               | 1111   |
| Real Estelí         | 1071   |
| Moca                | 1029   |
| Cavalier            | 1028   |

## Fase eliminatoria
| \| \| Octavos de final \| Octavos de final \| Octavos de final \| Octavos de final \| Octavos de final \| \| \| Cuartos de final \| Cuartos de final \| Cuartos de final \| Cuartos de final \| Cuartos de final \| \| \| Semifinales \| Semifinales \| Semifinales \| Semifinales \| Semifinales \| \| \| Final \| Final \| Final \| \| \| \| 5 al 7 de marzo (ida) 12 al 14 de marzo (vuelta) \| 5 al 7 de marzo (ida) 12 al 14 de marzo (vuelta) \| 5 al 7 de marzo (ida) 12 al 14 de marzo (vuelta) \| 5 al 7 de marzo (ida) 12 al 14 de marzo (vuelta) \| 5 al 7 de marzo (ida) 12 al 14 de marzo (vuelta) \| \| \| 2 y 3 de abril (ida) 9 y 10 de abril (vuelta) \| 2 y 3 de abril (ida) 9 y 10 de abril (vuelta) \| 2 y 3 de abril (ida) 9 y 10 de abril (vuelta) \| 2 y 3 de abril (ida) 9 y 10 de abril (vuelta) \| 2 y 3 de abril (ida) 9 y 10 de abril (vuelta) \| \| \| 23 y 24 de abril (ida) 30 de abril y 1 de mayo (vuelta) \| 23 y 24 de abril (ida) 30 de abril y 1 de mayo (vuelta) \| 23 y 24 de abril (ida) 30 de abril y 1 de mayo (vuelta) \| 23 y 24 de abril (ida) 30 de abril y 1 de mayo (vuelta) \| 23 y 24 de abril (ida) 30 de abril y 1 de mayo (vuelta) \| \| \| 1 de junio de 2024 \| 1 de junio de 2024 \| 1 de junio de 2024 \| \| \| \| \| \| \| \| \| \| \| \| \| \| \| \| \| \| \| \| \| \| \| \| \| \| \| \| \| \| \| \| \| \| \| \| \| \| \| \| \| \| \| \| \| \| \| \| \| \| \| \| \| \| \| \| \| \| Pachuca \| Pachuca \| 0 \| 6 \| 6 \| \| \| \| \| \| \| \| \| \| \| \| \| \| \| \| \| \| \| \| \| \| \| Pachuca \| Pachuca \| 0 \| 6 \| 6 \| \| \| \| \| \| \| \| \| \| \| \| \| \| \| \| \| \| \| \| \| \| \| Philadelphia Union \| Philadelphia Union \| 0 \| 0 \| 0 \| \| \| \| \| \| \| \| \| \| \| \| \| \| \| \| \| \| \| \| \| \| \| Philadelphia Union \| Philadelphia Union \| 0 \| 0 \| 0 \| \| Pachuca \| Pachuca \| 5 \| 2 \| 7 \| \| \| \| \| \| \| \| \| \| \| \| \| \| \| \| \| \| \| \| \| \| \| Pachuca \| Pachuca \| 5 \| 2 \| 7 \| \| \| \| \| \| \| \| \| \| \| \| \| \| \| \| \| \| \| Herediano \| Herediano \| 0 \| 1 \| 1 \| \| \| \| \| \| \| \| \| \| \| \| \| \| \| \| \| \| \| \| \| Robinhood \| Robinhood \| Herediano \| Herediano \| 0 \| 1 \| 1 \| 0 \| 1 \| 1 \| \| \| \| \| \| \| \| \| \| \| \| \| \| \| \| \| \| Robinhood \| Robinhood \| \| \| \| \| \| \| \| 1 \| \| \| \| \| \| \| \| \| \| \| \| \| \| \| \| \| \| Herediano \| Herediano \| 2 \| 1 \| 3 \| \| \| \| \| \| \| \| \| \| \| \| \| \| \| \| \| \| \| \| \| \| \| Herediano \| Herediano \| 2 \| 1 \| 3 \| \| \| \| \| \| \| \| \| Pachuca \| Pachuca \| 1 \| 2 \| 3 \| \| \| \| \| \| \| \| \| \| \| \| \| \| \| \| \| \| \| \| \| \| \| Pachuca \| Pachuca \| 1 \| 2 \| 3 \| \| \| \| \| \| \| \| \| \| \| \| América \| América \| 1 \| 1 \| 2 \| \| \| \| \| \| \| \| \| \| \| \| \| \| \| \| \| \| \| \| \| América \| América \| América \| América \| 1 \| 1 \| 2 \| 3 \| 2 \| 5 \| \| \| \| \| \| \| \| \| \| \| \| \| \| \| \| \| \| América \| América \| \| \| \| \| \| \| \| 5 \| \| \| \| \| \| \| \| \| \| \| \| \| \| \| \| \| \| Guadalajara \| Guadalajara \| 0 \| 3 \| 3 \| \| \| \| \| \| \| \| \| \| \| \| \| \| \| \| \| \| \| \| \| \| \| Guadalajara \| Guadalajara \| 0 \| 3 \| 3 \| \| América \| América \| 4 \| 5 \| 9 \| \| \| \| \| \| \| \| \| \| \| \| \| \| \| \| \| \| \| \| \| \| \| América \| América \| 4 \| 5 \| 9 \| \| \| \| \| \| \| \| \| \| \| \| \| \| \| \| \| \| \| N. E. Revolution \| N. E. Revolution \| 0 \| 2 \| 2 \| \| \| \| \| \| \| \| \| \| \| \| \| \| \| \| \| \| \| \| \| Alajuelense \| Alajuelense \| N. E. Revolution \| N. E. Revolution \| 0 \| 2 \| 2 \| 0 \| 1 \| 1 \| \| \| \| \| \| \| \| \| \| \| \| \| \| \| \| \| \| Alajuelense \| Alajuelense \| \| \| \| \| \| \| \| 1 \| \| \| \| \| \| \| \| \| \| \| \| \| \| \| \| \| \| N. E. Revolution \| N. E. Revolution \| 4 \| 1 \| 5 \| \| \| \| \| \| \| \| \| \| \| \| \| \| \| \| \| \| \| \| \| \| \| N. E. Revolution \| N. E. Revolution \| 4 \| 1 \| 5 \| \| \| \| \| \| \| \| \| \| \| \| \| \| \| \| Pachuca \| Pachuca \| 3 \| \| \| \| \| \| \| \| \| \| \| \| \| \| \| \| \| \| \| \| \| \| \| \| \| Pachuca \| Pachuca \| 3 \| \| \| \| \| \| \| Columbus Crew \| Columbus Crew \| 0 \| \| \| \| \| \| \| \| \| \| \| \| \| \| \| \| \| \| \| \| \| \| \| Columbus Crew \| Columbus Crew \| Columbus Crew \| Columbus Crew \| 0 \| 1 \| 1 \| 2 \| \| \| \| \| \| \| \| \| \| \| \| \| \| \| \| \| \| \| \| Columbus Crew \| Columbus Crew \| \| \| \| \| \| \| \| \| \| \| \| \| \| \| \| \| \| \| \| \| \| \| \| \| \| Houston Dynamo \| Houston Dynamo \| 0 \| 1 \| 1 \| \| \| \| \| \| \| \| \| \| \| \| \| \| \| \| \| \| \| \| \| \| \| Houston Dynamo \| Houston Dynamo \| 0 \| 1 \| 1 \| \| Columbus Crew (p.) \| Columbus Crew (p.) \| 1 \| 1 \| 2 (4) \| \| \| \| \| \| \| \| \| \| \| \| \| \| \| \| \| \| \| \| \| \| \| Columbus Crew (p.) \| Columbus Crew (p.) \| 1 \| 1 \| 2 (4) \| \| \| \| \| \| \| \| \| \| \| \| \| \| \| \| \| \| \| Tigres UANL \| Tigres UANL \| 1 \| 1 \| 2 (3) \| \| \| \| \| \| \| \| \| \| \| \| \| \| \| \| \| \| \| \| \| Tigres UANL \| Tigres UANL \| Tigres UANL \| Tigres UANL \| 1 \| 1 \| 2 (3) \| 0 \| 4 \| 4 \| \| \| \| \| \| \| \| \| \| \| \| \| \| \| \| \| \| Tigres UANL \| Tigres UANL \| \| \| \| \| \| \| \| 4 \| \| \| \| \| \| \| \| \| \| \| \| \| \| \| \| \| \| Orlando City \| Orlando City \| 0 \| 2 \| 2 \| \| \| \| \| \| \| \| \| \| \| \| \| \| \| \| \| \| \| \| \| \| \| Orlando City \| Orlando City \| 0 \| 2 \| 2 \| \| \| \| \| \| \| \| \| Columbus Crew \| Columbus Crew \| 2 \| 3 \| 5 \| \| \| \| \| \| \| \| \| \| \| \| \| \| \| \| \| \| \| \| \| \| \| Columbus Crew \| Columbus Crew \| 2 \| 3 \| 5 \| \| \| \| \| \| \| \| \| \| \| \| Monterrey \| Monterrey \| 1 \| 1 \| 2 \| \| \| \| \| \| \| \| \| \| \| \| \| \| \| \| \| \| \| \| \| Monterrey \| Monterrey \| Monterrey \| Monterrey \| 1 \| 1 \| 2 \| 1 \| 2 \| 3 \| \| \| \| \| \| \| \| \| \| \| \| \| \| \| \| \| \| Monterrey \| Monterrey \| \| \| \| \| \| \| \| 3 \| \| \| \| \| \| \| \| \| \| \| \| \| \| \| \| \| \| Cincinnati \| Cincinnati \| 0 \| 1 \| 1 \| \| \| \| \| \| \| \| \| \| \| \| \| \| \| \| \| \| \| \| \| \| \| Cincinnati \| Cincinnati \| 0 \| 1 \| 1 \| \| Monterrey \| Monterrey \| 2 \| 3 \| 5 \| \| \| \| \| \| \| \| \| \| \| \| \| \| \| \| \| \| \| \| \| \| \| Monterrey \| Monterrey \| 2 \| 3 \| 5 \| \| \| \| \| \| \| \| \| \| \| \| \| \| \| \| \| \| \| Inter Miami \| Inter Miami \| 1 \| 1 \| 2 \| \| \| \| \| \| \| \| \| \| \| \| \| \| \| \| \| \| \| \| \| Inter Miami \| Inter Miami \| Inter Miami \| Inter Miami \| 1 \| 1 \| 2 \| 2 \| 3 \| 5 \| \| \| \| \| \| \| \| \| \| \| \| \| \| \| \| \| \| Inter Miami \| Inter Miami \| \| \| \| \| \| \| \| 5 \| \| \| \| \| \| \| \| \| \| \| \| \| \| \| \| \| \| Nashville \| Nashville \| 2 \| 1 \| 3 \| \| \| \| \| \| \| \| \| \| \| \| \| \| \| \| \| \| \| \| \| \| \| Nashville \| Nashville \| 2 \| 1 \| 3 \| \| \| \| \| \| \| \| \| \| \| \| \| \| \| \| \| \| \| \| \| \| \| \| \| \| \| \| \| \| \| \| \| \| \| \| \| \| \| \| \| \| \| \| \| \| \| \| |                                                  |                                                  |                                                  |                                                  |                                                  |   |                    |                                               |                                               |                                               |                                               |                                               |  |               |                                                         |                                                         |                                                         |                                                         |                                                         |  |         |                    |                    |                    |  |
| | Octavos de final                                 | Octavos de final                                 | Octavos de final                                 | Octavos de final                                 | Octavos de final                                 |   |                    | Cuartos de final                              | Cuartos de final                              | Cuartos de final                              | Cuartos de final                              | Cuartos de final                              |  |               | Semifinales                                             | Semifinales                                             | Semifinales                                             | Semifinales                                             | Semifinales                                             |  |         | Final              | Final              | Final              |  |
| | 5 al 7 de marzo (ida) 12 al 14 de marzo (vuelta) | 5 al 7 de marzo (ida) 12 al 14 de marzo (vuelta) | 5 al 7 de marzo (ida) 12 al 14 de marzo (vuelta) | 5 al 7 de marzo (ida) 12 al 14 de marzo (vuelta) | 5 al 7 de marzo (ida) 12 al 14 de marzo (vuelta) |   |                    | 2 y 3 de abril (ida) 9 y 10 de abril (vuelta) | 2 y 3 de abril (ida) 9 y 10 de abril (vuelta) | 2 y 3 de abril (ida) 9 y 10 de abril (vuelta) | 2 y 3 de abril (ida) 9 y 10 de abril (vuelta) | 2 y 3 de abril (ida) 9 y 10 de abril (vuelta) |  |               | 23 y 24 de abril (ida) 30 de abril y 1 de mayo (vuelta) | 23 y 24 de abril (ida) 30 de abril y 1 de mayo (vuelta) | 23 y 24 de abril (ida) 30 de abril y 1 de mayo (vuelta) | 23 y 24 de abril (ida) 30 de abril y 1 de mayo (vuelta) | 23 y 24 de abril (ida) 30 de abril y 1 de mayo (vuelta) |  |         | 1 de junio de 2024 | 1 de junio de 2024 | 1 de junio de 2024 |  |
| |                                                  |                                                  |                                                  |                                                  |                                                  |   |                    |                                               |                                               |                                               |                                               |                                               |  |               |                                                         |                                                         |                                                         |                                                         |                                                         |  |         |                    |                    |                    |  |
| |                                                  |                                                  |                                                  |                                                  |                                                  |   |                    |                                               |                                               |                                               |                                               |                                               |  |               |                                                         |                                                         |                                                         |                                                         |                                                         |  |         |                    |                    |                    |  |
| | Pachuca                                          | Pachuca                                          | 0                                                | 6                                                | 6                                                |   |                    |                                               |                                               |                                               |                                               |                                               |  |               |                                                         |                                                         |                                                         |                                                         |                                                         |  |         |                    |                    |                    |  |
| | Pachuca                                          | Pachuca                                          | 0                                                | 6                                                | 6                                                |   |                    |                                               |                                               |                                               |                                               |                                               |  |               |                                                         |                                                         |                                                         |                                                         |                                                         |  |         |                    |                    |                    |  |
| | Philadelphia Union                               | Philadelphia Union                               | 0                                                | 0                                                | 0                                                |   |                    |                                               |                                               |                                               |                                               |                                               |  |               |                                                         |                                                         |                                                         |                                                         |                                                         |  |         |                    |                    |                    |  |
| | Philadelphia Union                               | Philadelphia Union                               | 0                                                | 0                                                | 0                                                |   | Pachuca            | Pachuca                                       | 5                                             | 2                                             | 7                                             |                                               |  |               |                                                         |                                                         |                                                         |                                                         |                                                         |  |         |                    |                    |                    |  |
| |                                                  |                                                  |                                                  |                                                  |                                                  |   | Pachuca            | Pachuca                                       | 5                                             | 2                                             | 7                                             |                                               |  |               |                                                         |                                                         |                                                         |                                                         |                                                         |  |         |                    |                    |                    |  |
| |                                                  |                                                  | Herediano                                        | Herediano                                        | 0                                                | 1 | 1                  |                                               |                                               |                                               |                                               |                                               |  |               |                                                         |                                                         |                                                         |                                                         |                                                         |  |         |                    |                    |                    |  |
| | Robinhood                                        | Robinhood                                        | Herediano                                        | Herediano                                        | 0                                                | 1 | 1                  | 0                                             | 1                                             | 1                                             |                                               |                                               |  |               |                                                         |                                                         |                                                         |                                                         |                                                         |  |         |                    |                    |                    |  |
| | Robinhood                                        | Robinhood                                        |                                                  |                                                  |                                                  |   |                    |                                               |                                               | 1                                             |                                               |                                               |  |               |                                                         |                                                         |                                                         |                                                         |                                                         |  |         |                    |                    |                    |  |
| | Herediano                                        | Herediano                                        | 2                                                | 1                                                | 3                                                |   |                    |                                               |                                               |                                               |                                               |                                               |  |               |                                                         |                                                         |                                                         |                                                         |                                                         |  |         |                    |                    |                    |  |
| | Herediano                                        | Herediano                                        | 2                                                | 1                                                | 3                                                |   |                    |                                               |                                               |                                               |                                               |                                               |  | Pachuca       | Pachuca                                                 | 1                                                       | 2                                                       | 3                                                       |                                                         |  |         |                    |                    |                    |  |
| |                                                  |                                                  |                                                  |                                                  |                                                  |   |                    |                                               |                                               |                                               |                                               |                                               |  | Pachuca       | Pachuca                                                 | 1                                                       | 2                                                       | 3                                                       |                                                         |  |         |                    |                    |                    |  |
| |                                                  |                                                  | América                                          | América                                          | 1                                                | 1 | 2                  |                                               |                                               |                                               |                                               |                                               |  |               |                                                         |                                                         |                                                         |                                                         |                                                         |  |         |                    |                    |                    |  |
| | América                                          | América                                          | América                                          | América                                          | 1                                                | 1 | 2                  | 3                                             | 2                                             | 5                                             |                                               |                                               |  |               |                                                         |                                                         |                                                         |                                                         |                                                         |  |         |                    |                    |                    |  |
| | América                                          | América                                          |                                                  |                                                  |                                                  |   |                    |                                               |                                               | 5                                             |                                               |                                               |  |               |                                                         |                                                         |                                                         |                                                         |                                                         |  |         |                    |                    |                    |  |
| | Guadalajara                                      | Guadalajara                                      | 0                                                | 3                                                | 3                                                |   |                    |                                               |                                               |                                               |                                               |                                               |  |               |                                                         |                                                         |                                                         |                                                         |                                                         |  |         |                    |                    |                    |  |
| | Guadalajara                                      | Guadalajara                                      | 0                                                | 3                                                | 3                                                |   | América            | América                                       | 4                                             | 5                                             | 9                                             |                                               |  |               |                                                         |                                                         |                                                         |                                                         |                                                         |  |         |                    |                    |                    |  |
| |                                                  |                                                  |                                                  |                                                  |                                                  |   | América            | América                                       | 4                                             | 5                                             | 9                                             |                                               |  |               |                                                         |                                                         |                                                         |                                                         |                                                         |  |         |                    |                    |                    |  |
| |                                                  |                                                  | N. E. Revolution                                 | N. E. Revolution                                 | 0                                                | 2 | 2                  |                                               |                                               |                                               |                                               |                                               |  |               |                                                         |                                                         |                                                         |                                                         |                                                         |  |         |                    |                    |                    |  |
| | Alajuelense                                      | Alajuelense                                      | N. E. Revolution                                 | N. E. Revolution                                 | 0                                                | 2 | 2                  | 0                                             | 1                                             | 1                                             |                                               |                                               |  |               |                                                         |                                                         |                                                         |                                                         |                                                         |  |         |                    |                    |                    |  |
| | Alajuelense                                      | Alajuelense                                      |                                                  |                                                  |                                                  |   |                    |                                               |                                               | 1                                             |                                               |                                               |  |               |                                                         |                                                         |                                                         |                                                         |                                                         |  |         |                    |                    |                    |  |
| | N. E. Revolution                                 | N. E. Revolution                                 | 4                                                | 1                                                | 5                                                |   |                    |                                               |                                               |                                               |                                               |                                               |  |               |                                                         |                                                         |                                                         |                                                         |                                                         |  |         |                    |                    |                    |  |
| | N. E. Revolution                                 | N. E. Revolution                                 | 4                                                | 1                                                | 5                                                |   |                    |                                               |                                               |                                               |                                               |                                               |  |               |                                                         |                                                         |                                                         |                                                         |                                                         |  | Pachuca | Pachuca            | 3                  |                    |  |
| |                                                  |                                                  |                                                  |                                                  |                                                  |   |                    |                                               |                                               |                                               |                                               |                                               |  |               |                                                         |                                                         |                                                         |                                                         |                                                         |  | Pachuca | Pachuca            | 3                  |                    |  |
| |                                                  |                                                  | Columbus Crew                                    | Columbus Crew                                    | 0                                                |   |                    |                                               |                                               |                                               |                                               |                                               |  |               |                                                         |                                                         |                                                         |                                                         |                                                         |  |         |                    |                    |                    |  |
| | Columbus Crew                                    | Columbus Crew                                    | Columbus Crew                                    | Columbus Crew                                    | 0                                                | 1 | 1                  | 2                                             |                                               |                                               |                                               |                                               |  |               |                                                         |                                                         |                                                         |                                                         |                                                         |  |         |                    |                    |                    |  |
| | Columbus Crew                                    | Columbus Crew                                    |                                                  |                                                  |                                                  |   |                    |                                               |                                               |                                               |                                               |                                               |  |               |                                                         |                                                         |                                                         |                                                         |                                                         |  |         |                    |                    |                    |  |
| | Houston Dynamo                                   | Houston Dynamo                                   | 0                                                | 1                                                | 1                                                |   |                    |                                               |                                               |                                               |                                               |                                               |  |               |                                                         |                                                         |                                                         |                                                         |                                                         |  |         |                    |                    |                    |  |
| | Houston Dynamo                                   | Houston Dynamo                                   | 0                                                | 1                                                | 1                                                |   | Columbus Crew (p.) | Columbus Crew (p.)                            | 1                                             | 1                                             | 2 (4)                                         |                                               |  |               |                                                         |                                                         |                                                         |                                                         |                                                         |  |         |                    |                    |                    |  |
| |                                                  |                                                  |                                                  |                                                  |                                                  |   | Columbus Crew (p.) | Columbus Crew (p.)                            | 1                                             | 1                                             | 2 (4)                                         |                                               |  |               |                                                         |                                                         |                                                         |                                                         |                                                         |  |         |                    |                    |                    |  |
| |                                                  |                                                  | Tigres UANL                                      | Tigres UANL                                      | 1                                                | 1 | 2 (3)              |                                               |                                               |                                               |                                               |                                               |  |               |                                                         |                                                         |                                                         |                                                         |                                                         |  |         |                    |                    |                    |  |
| | Tigres UANL                                      | Tigres UANL                                      | Tigres UANL                                      | Tigres UANL                                      | 1                                                | 1 | 2 (3)              | 0                                             | 4                                             | 4                                             |                                               |                                               |  |               |                                                         |                                                         |                                                         |                                                         |                                                         |  |         |                    |                    |                    |  |
| | Tigres UANL                                      | Tigres UANL                                      |                                                  |                                                  |                                                  |   |                    |                                               |                                               | 4                                             |                                               |                                               |  |               |                                                         |                                                         |                                                         |                                                         |                                                         |  |         |                    |                    |                    |  |
| | Orlando City                                     | Orlando City                                     | 0                                                | 2                                                | 2                                                |   |                    |                                               |                                               |                                               |                                               |                                               |  |               |                                                         |                                                         |                                                         |                                                         |                                                         |  |         |                    |                    |                    |  |
| | Orlando City                                     | Orlando City                                     | 0                                                | 2                                                | 2                                                |   |                    |                                               |                                               |                                               |                                               |                                               |  | Columbus Crew | Columbus Crew                                           | 2                                                       | 3                                                       | 5                                                       |                                                         |  |         |                    |                    |                    |  |
| |                                                  |                                                  |                                                  |                                                  |                                                  |   |                    |                                               |                                               |                                               |                                               |                                               |  | Columbus Crew | Columbus Crew                                           | 2                                                       | 3                                                       | 5                                                       |                                                         |  |         |                    |                    |                    |  |
| |                                                  |                                                  | Monterrey                                        | Monterrey                                        | 1                                                | 1 | 2                  |                                               |                                               |                                               |                                               |                                               |  |               |                                                         |                                                         |                                                         |                                                         |                                                         |  |         |                    |                    |                    |  |
| | Monterrey                                        | Monterrey                                        | Monterrey                                        | Monterrey                                        | 1                                                | 1 | 2                  | 1                                             | 2                                             | 3                                             |                                               |                                               |  |               |                                                         |                                                         |                                                         |                                                         |                                                         |  |         |                    |                    |                    |  |
| | Monterrey                                        | Monterrey                                        |                                                  |                                                  |                                                  |   |                    |                                               |                                               | 3                                             |                                               |                                               |  |               |                                                         |                                                         |                                                         |                                                         |                                                         |  |         |                    |                    |                    |  |
| | Cincinnati                                       | Cincinnati                                       | 0                                                | 1                                                | 1                                                |   |                    |                                               |                                               |                                               |                                               |                                               |  |               |                                                         |                                                         |                                                         |                                                         |                                                         |  |         |                    |                    |                    |  |
| | Cincinnati                                       | Cincinnati                                       | 0                                                | 1                                                | 1                                                |   | Monterrey          | Monterrey                                     | 2                                             | 3                                             | 5                                             |                                               |  |               |                                                         |                                                         |                                                         |                                                         |                                                         |  |         |                    |                    |                    |  |
| |                                                  |                                                  |                                                  |                                                  |                                                  |   | Monterrey          | Monterrey                                     | 2                                             | 3                                             | 5                                             |                                               |  |               |                                                         |                                                         |                                                         |                                                         |                                                         |  |         |                    |                    |                    |  |
| |                                                  |                                                  | Inter Miami                                      | Inter Miami                                      | 1                                                | 1 | 2                  |                                               |                                               |                                               |                                               |                                               |  |               |                                                         |                                                         |                                                         |                                                         |                                                         |  |         |                    |                    |                    |  |
| | Inter Miami                                      | Inter Miami                                      | Inter Miami                                      | Inter Miami                                      | 1                                                | 1 | 2                  | 2                                             | 3                                             | 5                                             |                                               |                                               |  |               |                                                         |                                                         |                                                         |                                                         |                                                         |  |         |                    |                    |                    |  |
| | Inter Miami                                      | Inter Miami                                      |                                                  |                                                  |                                                  |   |                    |                                               |                                               | 5                                             |                                               |                                               |  |               |                                                         |                                                         |                                                         |                                                         |                                                         |  |         |                    |                    |                    |  |
| | Nashville                                        | Nashville                                        | 2                                                | 1                                                | 3                                                |   |                    |                                               |                                               |                                               |                                               |                                               |  |               |                                                         |                                                         |                                                         |                                                         |                                                         |  |         |                    |                    |                    |  |
| | Nashville                                        | Nashville                                        | 2                                                | 1                                                | 3                                                |   |                    |                                               |                                               |                                               |                                               |                                               |  |               |                                                         |                                                         |                                                         |                                                         |                                                         |  |         |                    |                    |                    |  |
| |                                                  |                                                  |                                                  |                                                  |                                                  |   |                    |                                               |                                               |                                               |                                               |                                               |  |               |                                                         |                                                         |                                                         |                                                         |                                                         |  |         |                    |                    |                    |  |

### Primera ronda
Participaron un total de 22 equipos, descartando a los cinco que clasificaron directamente a octavos de final, siendo cinco clubes de México, cinco de Estados Unidos, tres de Canadá, cinco de Centroamérica, dos de Norteamérica y dos del Caribe.El sorteo se llevó a cabo el 13 de diciembre de 2023 en el James L. Knight Center, en Miami, Florida, determinando los cruces de esta ronda basado en el ranking Concacaf expuesto anteriormente.
El 18 de diciembre de 2023 se confirmó el calendario de esta ronda y las llaves se disputaron de la siguiente manera: Las semanas del 6 al 8 de febrero y del 13 al 15 de febrero se disputaron a ida y vuelta las llaves que involucran a los equipos mexicanos. Y las semanas del 20 al 22 de febrero y del 27 al 29 de febrero de 2024, se llevaron a cabo las series con equipos estadounidenses.
| Equipo 1            | Agr.     | Equipo 2               | Ida | Vuelta |
| ------------------- | -------- | ---------------------- | --- | ------ |
| Saprissa            | 5–6      | Philadelphia Union     | 2–3 | 3–3    |
| Herediano           | 4–4 (v.) | Toluca                 | 1–2 | 3–2    |
| Real Estelí         | 2–3      | América                | 2–1 | 0–2    |
| Forge               | 2–5      | Guadalajara            | 1–3 | 1–2    |
| Independiente       | 0–4      | New England Revolution | 0–1 | 0–3    |
| St. Louis City      | 2–2 (v.) | Houston Dynamo         | 2–1 | 0–1    |
| Vancouver Whitecaps | 1–4      | Tigres UANL            | 1–1 | 0–3    |
| Cavalry             | 1–6      | Orlando City           | 0–3 | 1–3    |
| Comunicaciones      | 1–7      | Monterrey              | 1–4 | 0–3    |
| Cavalier            | 0–6      | Cincinnati             | 0–2 | 0–4    |
| Moca                | 0–7      | Nashville              | 0–3 | 0–4    |

### Octavos de final
De acuerdo con el sorteo celebrado al 13 de diciembre, se determinaron los lugares para los enfrentamientos dentro del cuadro eliminatorio. En esta ronda participaron un total de 16 equipos: Los 11 ganadores de la primera ronda, más cinco equipos campeones; Pachuca, campeón mejor ubicado de México; Columbus Crew, campeón de Estados Unidos; Inter Miami, campeón de Norteamérica; Alajuelense, campeón de Centroamérica; y Robinhood, campeón del Caribe.
Los partidos de ida se disputaron entre el 5 y 7 de marzo, mientras que los partidos de vuelta se jugaron entre el 12 y 14 de marzo.
| Equipo 1               | Agr. | Equipo 2      | Ida | Vuelta |
| ---------------------- | ---- | ------------- | --- | ------ |
| Philadelphia Union     | 0–6  | Pachuca       | 0–0 | 0–6    |
| Herediano              | 3–1  | Robinhood     | 2–0 | 1–1    |
| Guadalajara            | 3–5  | América       | 0–3 | 3–2    |
| New England Revolution | 5–1  | Alajuelense   | 4–0 | 1–1    |
| Houston Dynamo         | 1–2  | Columbus Crew | 0–1 | 1–1    |
| Orlando City           | 2–4  | Tigres UANL   | 0–0 | 2–4    |
| Cincinnati             | 1–3  | Monterrey     | 0–1 | 1–2    |
| Nashville              | 3–5  | Inter Miami   | 2–2 | 1–3    |

### Cuartos de final
Participaron los ocho equipos ganadores de las llaves de octavos. Los partidos de ida se disputaron el 2 y 3 de abril, mientras que los de vuelta se jugaron el 9 y 10 de abril.
| Equipo 1               | Agr.         | Equipo 2    | Ida | Vuelta |
| ---------------------- | ------------ | ----------- | --- | ------ |
| Herediano              | 1–7          | Pachuca     | 0–5 | 1–2    |
| New England Revolution | 2–9          | América     | 0–4 | 2–5    |
| Columbus Crew          | 2–2 (4–3 p.) | Tigres UANL | 1–1 | 1–1    |
| Inter Miami            | 2–5          | Monterrey   | 1–2 | 1–3    |

### Semifinales
Participaron los cuatro equipos ganadores de las llaves de cuartos de final. Los partidos de ida se disputaron el 23 y 24 de abril, mientras que los de vuelta se jugaron el 30 de abril y 1 de mayo.
| Equipo 1      | Agr. | Equipo 2  | Ida | Vuelta |
| ------------- | ---- | --------- | --- | ------ |
| América       | 2–3  | Pachuca   | 1–1 | 1–2    |
| Columbus Crew | 5–2  | Monterrey | 2–1 | 3–1    |

### Final
La final se disputó a un solo partido el 1 de junio, en el estadio Hidalgo por mejor rendimiento de Pachuca a lo largo de la competencia. Se tenía estipulado jugarse el 2 de junio, sin embargo, como Pachuca llegó a esta instancia, se adelantó un día debido a las elecciones federales de 2024 en territorio mexicano que se dieron el 2 de junio. El ganador clasificó a la Copa Mundial de Clubes de la FIFA 2025 y a la Copa Intercontinental de la FIFA 2024.
| 25    | POR   | Carlos Moreno    |     |
| 24    | DEF   | Luis Rodríguez   | 85' |
| 33    | DEF   | Andrés Micolta   |     |
| 22    | DEF   | Gustavo Cabral   |     |
| 8     | DEF   | Bryan González   |     |
| 5     | MED   | Pedro Pedraza    |     |
| 10    | MED   | Érick Sánchez    | 85' |
| 6     | MED   | Nelson Deossa    |     |
| 99    | DEL   | Emilio Rodríguez | 77' |
| 23    | DEL   | Salomón Rondón   |     |
| 11    | DEL   | Oussama Idrissi  | 88' |
| D. T. | D. T. | Guillermo Almada |     |

| 28    | POR   | Patrick Schulte       |     |
| 23    | DEF   | Mohamed Farsi         | 85' |
| 31    | DEF   | Steven Moreira        |     |
| 4     | DEF   | Rudy Camacho          |     |
| 21    | DEF   | Yevhen Cheberko       | 68' |
| 14    | DEF   | Yaw Yeboah            | 68' |
| 6     | MED   | Darlington Nagbe      |     |
| 10    | MED   | Diego Rossi           |     |
| 8     | MED   | Aidan Morris          |     |
| 20    | DEL   | Alexandru Mățan       | 68' |
| 9     | DEL   | Juan Camilo Hernández | 85' |
| D. T. | D. T. | Wilfried Nancy        |     |

| 90 | MED | Owen González    | 77' |
| 32 | DEF | Carlos Sánchez   | 85' |
| 88 | DEL | Alán Bautista    | 85' |
| 28 | MED | Daniel Hernández | 88' |

| 18 | DEF | Malte Amundsen     | 68' |
| 25 | MED | Sean Zawadzski     | 68' |
| 19 | DEL | Jacen Russell-Rowe | 68' |
| 11 | MED | Marino Hinestroza  | 85' |
| 17 | DEL | Christian Ramirez  | 85' |

| 12' · 32' · 67' | Salomón Rondón Emilio Rodríguez Salomón Rondón | 1:0 2:0 3:0 |

| 45+2' | Oussama Idrissi |

| Principal  | Iván Barton    |
| Asistentes | David Morán    |
|            | Henri Pupiro   |
| Cuarto     | Ismael Cornejo |
| Quinto     | Helpys Feliz   |

| VAR            | Daneon Parchment |
| Asistentes VAR | Said Martínez    |

|  |                    |     |     |
|  | Tiros              | 23  | 11  |
|  | Tiros a puerta     | 8   | 3   |
|  | Faltas             | 15  | 9   |
|  | Saques de esquina  | 9   | 4   |
|  | Fueras de juego    | 5   | 2   |
|  | Posesión del balón | 46% | 54% |

| 25    | POR   | Carlos Moreno    |     |
| 24    | DEF   | Luis Rodríguez   | 85' |
| 33    | DEF   | Andrés Micolta   |     |
| 22    | DEF   | Gustavo Cabral   |     |
| 8     | DEF   | Bryan González   |     |
| 5     | MED   | Pedro Pedraza    |     |
| 10    | MED   | Érick Sánchez    | 85' |
| 6     | MED   | Nelson Deossa    |     |
| 99    | DEL   | Emilio Rodríguez | 77' |
| 23    | DEL   | Salomón Rondón   |     |
| 11    | DEL   | Oussama Idrissi  | 88' |
| D. T. | D. T. | Guillermo Almada |     |

| 28    | POR   | Patrick Schulte       |     |
| 23    | DEF   | Mohamed Farsi         | 85' |
| 31    | DEF   | Steven Moreira        |     |
| 4     | DEF   | Rudy Camacho          |     |
| 21    | DEF   | Yevhen Cheberko       | 68' |
| 14    | DEF   | Yaw Yeboah            | 68' |
| 6     | MED   | Darlington Nagbe      |     |
| 10    | MED   | Diego Rossi           |     |
| 8     | MED   | Aidan Morris          |     |
| 20    | DEL   | Alexandru Mățan       | 68' |
| 9     | DEL   | Juan Camilo Hernández | 85' |
| D. T. | D. T. | Wilfried Nancy        |     |

| 90 | MED | Owen González    | 77' |
| 32 | DEF | Carlos Sánchez   | 85' |
| 88 | DEL | Alán Bautista    | 85' |
| 28 | MED | Daniel Hernández | 88' |

| 18 | DEF | Malte Amundsen     | 68' |
| 25 | MED | Sean Zawadzski     | 68' |
| 19 | DEL | Jacen Russell-Rowe | 68' |
| 11 | MED | Marino Hinestroza  | 85' |
| 17 | DEL | Christian Ramirez  | 85' |

| 12' · 32' · 67' | Salomón Rondón Emilio Rodríguez Salomón Rondón | 1:0 2:0 3:0 |

| 45+2' | Oussama Idrissi |

| Principal  | Iván Barton    |
| Asistentes | David Morán    |
|            | Henri Pupiro   |
| Cuarto     | Ismael Cornejo |
| Quinto     | Helpys Feliz   |

| VAR            | Daneon Parchment |
| Asistentes VAR | Said Martínez    |

|  |                    |     |     |
|  | Tiros              | 23  | 11  |
|  | Tiros a puerta     | 8   | 3   |
|  | Faltas             | 15  | 9   |
|  | Saques de esquina  | 9   | 4   |
|  | Fueras de juego    | 5   | 2   |
|  | Posesión del balón | 46% | 54% |

| 25    | POR   | Carlos Moreno    |     |
| 24    | DEF   | Luis Rodríguez   | 85' |
| 33    | DEF   | Andrés Micolta   |     |
| 22    | DEF   | Gustavo Cabral   |     |
| 8     | DEF   | Bryan González   |     |
| 5     | MED   | Pedro Pedraza    |     |
| 10    | MED   | Érick Sánchez    | 85' |
| 6     | MED   | Nelson Deossa    |     |
| 99    | DEL   | Emilio Rodríguez | 77' |
| 23    | DEL   | Salomón Rondón   |     |
| 11    | DEL   | Oussama Idrissi  | 88' |
| D. T. | D. T. | Guillermo Almada |     |

| 28    | POR   | Patrick Schulte       |     |
| 23    | DEF   | Mohamed Farsi         | 85' |
| 31    | DEF   | Steven Moreira        |     |
| 4     | DEF   | Rudy Camacho          |     |
| 21    | DEF   | Yevhen Cheberko       | 68' |
| 14    | DEF   | Yaw Yeboah            | 68' |
| 6     | MED   | Darlington Nagbe      |     |
| 10    | MED   | Diego Rossi           |     |
| 8     | MED   | Aidan Morris          |     |
| 20    | DEL   | Alexandru Mățan       | 68' |
| 9     | DEL   | Juan Camilo Hernández | 85' |
| D. T. | D. T. | Wilfried Nancy        |     |

| 90 | MED | Owen González    | 77' |
| 32 | DEF | Carlos Sánchez   | 85' |
| 88 | DEL | Alán Bautista    | 85' |
| 28 | MED | Daniel Hernández | 88' |

| 18 | DEF | Malte Amundsen     | 68' |
| 25 | MED | Sean Zawadzski     | 68' |
| 19 | DEL | Jacen Russell-Rowe | 68' |
| 11 | MED | Marino Hinestroza  | 85' |
| 17 | DEL | Christian Ramirez  | 85' |

| 12' · 32' · 67' | Salomón Rondón Emilio Rodríguez Salomón Rondón | 1:0 2:0 3:0 |

| 45+2' | Oussama Idrissi |

| Principal  | Iván Barton    |
| Asistentes | David Morán    |
|            | Henri Pupiro   |
| Cuarto     | Ismael Cornejo |
| Quinto     | Helpys Feliz   |

| VAR            | Daneon Parchment |
| Asistentes VAR | Said Martínez    |

|  |                    |     |     |
|  | Tiros              | 23  | 11  |
|  | Tiros a puerta     | 8   | 3   |
|  | Faltas             | 15  | 9   |
|  | Saques de esquina  | 9   | 4   |
|  | Fueras de juego    | 5   | 2   |
|  | Posesión del balón | 46% | 54% |

| 25    | POR   | Carlos Moreno    |     |
| 24    | DEF   | Luis Rodríguez   | 85' |
| 33    | DEF   | Andrés Micolta   |     |
| 22    | DEF   | Gustavo Cabral   |     |
| 8     | DEF   | Bryan González   |     |
| 5     | MED   | Pedro Pedraza    |     |
| 10    | MED   | Érick Sánchez    | 85' |
| 6     | MED   | Nelson Deossa    |     |
| 99    | DEL   | Emilio Rodríguez | 77' |
| 23    | DEL   | Salomón Rondón   |     |
| 11    | DEL   | Oussama Idrissi  | 88' |
| D. T. | D. T. | Guillermo Almada |     |

| 28    | POR   | Patrick Schulte       |     |
| 23    | DEF   | Mohamed Farsi         | 85' |
| 31    | DEF   | Steven Moreira        |     |
| 4     | DEF   | Rudy Camacho          |     |
| 21    | DEF   | Yevhen Cheberko       | 68' |
| 14    | DEF   | Yaw Yeboah            | 68' |
| 6     | MED   | Darlington Nagbe      |     |
| 10    | MED   | Diego Rossi           |     |
| 8     | MED   | Aidan Morris          |     |
| 20    | DEL   | Alexandru Mățan       | 68' |
| 9     | DEL   | Juan Camilo Hernández | 85' |
| D. T. | D. T. | Wilfried Nancy        |     |

| 90 | MED | Owen González    | 77' |
| 32 | DEF | Carlos Sánchez   | 85' |
| 88 | DEL | Alán Bautista    | 85' |
| 28 | MED | Daniel Hernández | 88' |

| 18 | DEF | Malte Amundsen     | 68' |
| 25 | MED | Sean Zawadzski     | 68' |
| 19 | DEL | Jacen Russell-Rowe | 68' |
| 11 | MED | Marino Hinestroza  | 85' |
| 17 | DEL | Christian Ramirez  | 85' |

| 12' · 32' · 67' | Salomón Rondón Emilio Rodríguez Salomón Rondón | 1:0 2:0 3:0 |

| 45+2' | Oussama Idrissi |

| Principal  | Iván Barton    |
| Asistentes | David Morán    |
|            | Henri Pupiro   |
| Cuarto     | Ismael Cornejo |
| Quinto     | Helpys Feliz   |

| VAR            | Daneon Parchment |
| Asistentes VAR | Said Martínez    |

|  |                    |     |     |
|  | Tiros              | 23  | 11  |
|  | Tiros a puerta     | 8   | 3   |
|  | Faltas             | 15  | 9   |
|  | Saques de esquina  | 9   | 4   |
|  | Fueras de juego    | 5   | 2   |
|  | Posesión del balón | 46% | 54% |

|                            |
| Bandera de México          |
| Campeón Pachuca 6.º título |

## Jugador del partido
La Concacaf entregó un premio al jugador del partido después de cada encuentro en el torneo de la copa de campeones Concacaf 2024, con el objetivo de reconocer a los mejores jugadores de la confederación de Norteamérica, Centroamérica y el Caribe (incluyendo de Sudamérica afiliados a la misma).
| Primera ronda       | Primera ronda | Octavos de final  | Octavos de final | Cuartos de final | Cuartos de final     | Semifinal          | Semifinal   | Final          | Final       |
| Jugador             | Partido       | Jugador           | Partido          | Jugador          | Partido              | Jugador            | Partido     | Jugador        | Partido     |
| ------------------- | ------------- | ----------------- | ---------------- | ---------------- | -------------------- | ------------------ | ----------- | -------------- | ----------- |
| Alfonso González    | COM 1:4 MON   | Getsel Montes     | HER 2:0 ROB      | Salomón Rondón   | HER 0:5 PAC          | Alejandro Zendejas | AME 1:1 PAC | Salomón Rondón | PAC 3:0 COL |
| Byron Bonilla       | RES 2:1 AME   | José Martínez     | PHI 0:0 PAC      | Henry Martín     | NER 0:4 AME          | Cucho Hernández    | COL 2:1 MON |                |             |
| Robert Morales      | HER 1:2 TOL   | Luis Quiñones     | ORL 0:0 TIG      | Diego Rossi      | COL 1:1 TIG          | Nelson Deossa      | PAC 2:1 AME |                |             |
| Cade Cowell         | FOR 1:3 GUA   | Tomás Chancalay   | NER 4:0 ALA      | Maximiliano Meza | INT 1:2 MON          | Aidan Morris       | MON 1:3 COL |                |             |
| André-Pierre Gignac | VAN 1:1 TIG   | Alexandru Mățan   | HOU 0:1 COL      | Bryan González   | PAC 2:1 HER          |                    |             |                |             |
| José Castillo       | GUA 2:1 FOR   | Julián Quiñones   | GUA 0:3 AME      | Diego Valdés     | AME 5:2 NER          |                    |             |                |             |
| Luis Quiñones       | TIG 3:0 VAN   | Brandon Vazquez   | CIN 0:1 MON      | Diego Rossi      | TIG 1:1 (3:4 p.) COL |                    |             |                |             |
| Alejandro Zendejas  | AME 2:0 RES   | Jacob Shaffelburg | NAS 2:2 INT      | Germán Berterame | MON 3:1 INT          |                    |             |                |             |
| Joshua Canales      | TOL 2:3 HER   | Cucho Hernández   | COL 1:1 HOU      |                  |                      |                    |             |                |             |
| Jesús Manuel Corona | MON 3:0 COM   | Salomón Rondón    | PAC 6:0 PHI      |                  |                      |                    |             |                |             |
| Tim Parker          | SLC 0:0 HOU   | Marcelo Flores    | TIG 4:2 ORL      |                  |                      |                    |             |                |             |
| Julián Carranza     | SAP 2:3 PHI   | Adrián Garza      | ROB 1:1 HER      |                  |                      |                    |             |                |             |
| Tomás Chancalay     | CAI 0:1 NER   | Luis Suárez       | INT 3:1 NAS      |                  |                      |                    |             |                |             |
| Facundo Torres      | CAV 0:3 ORL   | Diego Valdés      | AME 2:3 GUA      |                  |                      |                    |             |                |             |
| Tyler Boyd          | MOC 0:3 NAS   | Carlos Mora       | ALA 1:1 NER      |                  |                      |                    |             |                |             |
| Luciano Acosta      | CAV 2:0 CIN   | Luciano Acosta    | MON 2:1 CIN      |                  |                      |                    |             |                |             |
| Nicolás Lodeiro     | ORL 3:1 CAV   |                   |                  |                  |                      |                    |             |                |             |
| Quinn Sullivan      | PHI 3:3 SAP   |                   |                  |                  |                      |                    |             |                |             |
| Erik Sviatchenko    | HOU 1:0 SLC   |                   |                  |                  |                      |                    |             |                |             |
| Gerardo Valenzuela  | CIN 4:0 CAV   |                   |                  |                  |                      |                    |             |                |             |
| Foster Ajago        | NAS 4:0 MOC   |                   |                  |                  |                      |                    |             |                |             |
| Nacho Gil           | NER 3:0 CAI   |                   |                  |                  |                      |                    |             |                |             |

## Estadísticas

### Clasificación general
| Club | Club                   | Pts. | PJ | PG | PE | PP | GF | GC | Dif. | Rend.  |
| ---- | ---------------------- | ---- | -- | -- | -- | -- | -- | -- | ---- | ------ |
| 1    | Pachuca                | 17   | 7  | 5  | 2  | 0  | 19 | 3  | 16   | 80.95% |
| 2    | Columbus Crew          | 12   | 7  | 3  | 3  | 1  | 9  | 8  | 1    | 57.14% |
| 3    | Monterrey              | 18   | 8  | 6  | 0  | 2  | 17 | 9  | 8    | 75%    |
| 4    | América                | 13   | 8  | 4  | 1  | 3  | 19 | 10 | 9    | 54.17% |
| 5    | Tigres UANL            | 10   | 6  | 2  | 4  | 0  | 10 | 5  | 5    | 55.56% |
| 6    | New England Revolution | 10   | 6  | 3  | 1  | 2  | 11 | 10 | 1    | 55.56% |
| 7    | Herediano              | 7    | 6  | 2  | 1  | 3  | 8  | 12 | –4   | 38.89% |
| 8    | Inter Miami            | 4    | 4  | 1  | 1  | 2  | 7  | 8  | –1   | 33.33% |
| 9    | Guadalajara            | 9    | 4  | 3  | 0  | 1  | 8  | 7  | 1    | 75%    |
| 10   | Nashville              | 7    | 4  | 2  | 1  | 1  | 10 | 5  | 5    | 58.33% |
| 11   | Orlando City           | 7    | 4  | 2  | 1  | 1  | 8  | 5  | 3    | 58.33% |
| 12   | Cincinnati             | 6    | 4  | 2  | 0  | 2  | 7  | 3  | 4    | 50%    |
| 13   | Philadelphia Union     | 5    | 4  | 1  | 2  | 1  | 6  | 11 | –5   | 41.66% |
| 14   | Houston Dynamo         | 4    | 4  | 1  | 1  | 2  | 3  | 4  | –1   | 33.33% |
| 15   | Robinhood              | 1    | 2  | 0  | 1  | 1  | 1  | 3  | –2   | 16.67% |
| 16   | Alajuelense            | 1    | 2  | 0  | 1  | 1  | 1  | 5  | –4   | 50%    |
| 17   | Toluca                 | 3    | 2  | 1  | 0  | 1  | 4  | 4  | 0    | 50%    |
| 18   | St. Louis City         | 3    | 2  | 1  | 0  | 1  | 2  | 2  | 0    | 50%    |
| 19   | Real Estelí            | 3    | 2  | 1  | 0  | 1  | 2  | 3  | –1   | 50%    |
| 20   | Saprissa               | 1    | 2  | 0  | 1  | 1  | 5  | 6  | –1   | 16.67% |
| 21   | Vancouver Whitecaps    | 1    | 2  | 0  | 1  | 1  | 1  | 4  | –3   | 16.67% |
| 22   | Forge                  | 0    | 2  | 0  | 0  | 2  | 2  | 5  | –3   | 0%     |
| 23   | Independiente          | 0    | 2  | 0  | 0  | 2  | 0  | 4  | –4   | 0%     |
| 24   | Cavalry                | 0    | 2  | 0  | 0  | 2  | 1  | 6  | –5   | 0%     |
| 25   | Comunicaciones         | 0    | 2  | 0  | 0  | 2  | 1  | 7  | –6   | 0%     |
| 26   | Cavalier               | 0    | 2  | 0  | 0  | 2  | 0  | 6  | –6   | 0%     |
| 27   | Moca                   | 0    | 2  | 0  | 0  | 2  | 0  | 7  | –7   | 0%     |

### Goleadores

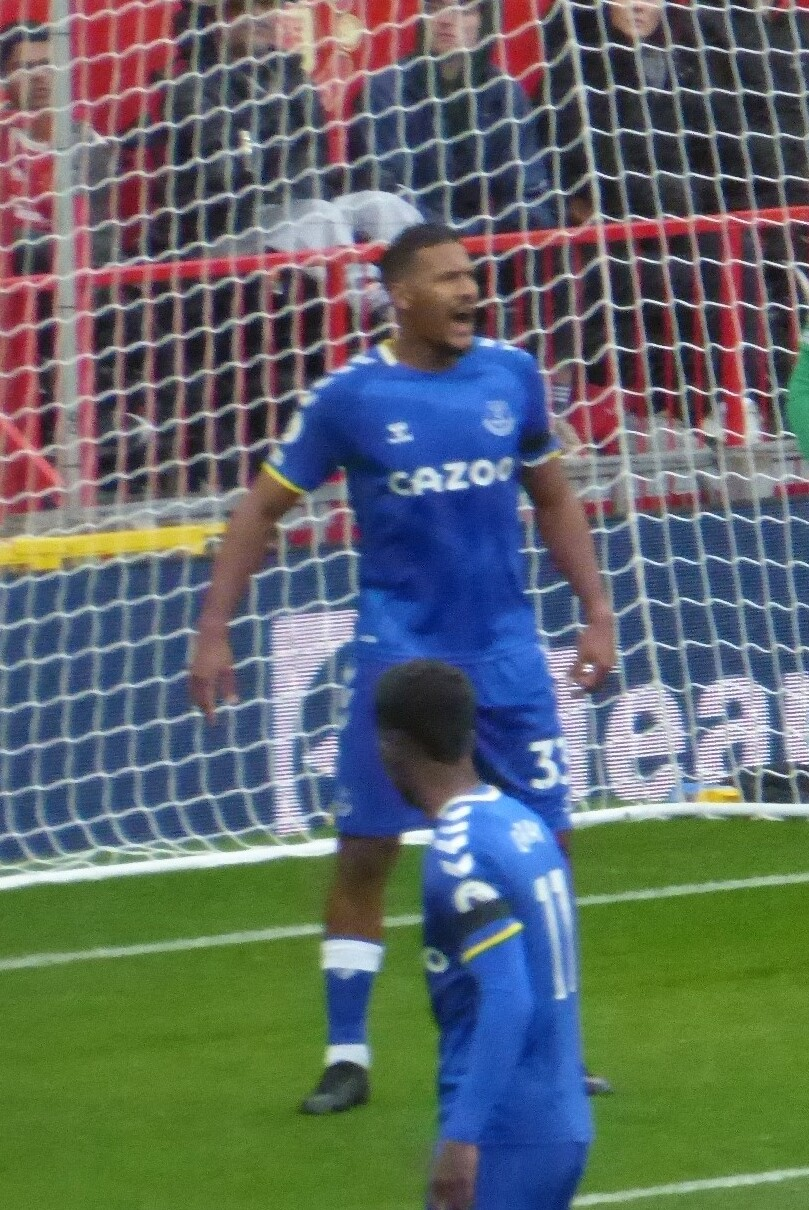
Salomón Rondón, máximo goleador de la competencia con 9 anotaciones.

| Jugador             | Club                   | Goles | PJ |
| ------------------- | ---------------------- | ----- | -- |
| Salomón Rondón      | Pachuca                | 9     | 7  |
| Alejandro Zendejas  | América                | 5     | 8  |
| Julián Carranza     | Philadelphia Union     | 4     | 3  |
| Tomás Chancalay     | New England Revolution | 4     | 6  |
| André-Pierre Gignac | Tigres UANL            | 4     | 6  |
| Henry Martín        | América                | 4     | 7  |
| Brandon Vazquez     | Monterrey              | 4     | 8  |
| Cade Cowell         | Guadalajara            | 3     | 4  |
| Facundo Torres      | Orlando City           | 3     | 4  |
| Jacob Shaffelburg   | Nashville              | 3     | 4  |
| Giacomo Vrioni      | New England Revolution | 3     | 6  |
| Diego Rossi         | Columbus Crew          | 3     | 7  |
| Julián Quiñones     | América                | 3     | 7  |

### Jugadores con tres o más goles en un partido
| Fecha     | Jugador         | Minuto                | Local     |                       | Resultado |                           | Visitante          | Rep.           |
| --------- | --------------- | --------------------- | --------- | --------------------- | --------- | ------------------------- | ------------------ | -------------- |
| 20/2/2024 | Julián Carranza | 55', 76', 79'         | Saprissa  | Bandera de Costa Rica | 2 – 3     | Bandera de Estados Unidos | Philadelphia Union | 1.ª ronda Ida  |
| 12/3/2024 | Salomón Rondón  | 7' (pen.), 45+6', 53' | Pachuca   | Bandera de México     | 6 – 0     | Bandera de Estados Unidos | Philadelphia Union | Octavos Vuelta |
| 3/4/2024  | Salomón Rondón  | 3', 16', 68'          | Herediano | Bandera de Costa Rica | 0 – 5     | Bandera de México         | Pachuca            | Cuartos Ida    |

## Premios y reconocimientos
| Premio                 | Jugador          | Club          |
| ---------------------- | ---------------- | ------------- |
| Balón de Oro           | Salomón Rondón   | Pachuca       |
| Bota de Oro            | Salomón Rondón   | Pachuca       |
| Guante de Oro          | Patrick Schulte  | Columbus Crew |
| Mejor Jugador Joven    | Emilio Rodríguez | Pachuca       |
| Premio al Juego Limpio | —                | Columbus Crew |

| Posición | Jugador            | Club          |
| -------- | ------------------ | ------------- |
| POR      | Patrick Schulte    | Columbus Crew |
| DEF      | Igor Lichnovsky    | América       |
| DEF      | Yevhen Cheberko    | Columbus Crew |
| DEF      | Bryan González     | Pachuca       |
| MED      | Nelson Deossa      | Pachuca       |
| MED      | Emilio Rodríguez   | Pachuca       |
| MED      | Diego Valdés       | América       |
| MED      | Diego Rossi        | Columbus Crew |
| DEL      | Alejandro Zendejas | América       |
| DEL      | Salomón Rondón     | Pachuca       |
| DEL      | Oussama Idrissi    | Pachuca       |